# Velká Černá Hať
Velká Černá Hať, dříve Černá Hať, je osada a hospodářský dvůr v severní části okresu Plzeň-sever, 5,5 km od Manětína. Leží na katastrálním území Černé Hatě v obci Mladotice.

## Historie
Černá Hať patřila nejdříve vladykům z Potvorova, první písemná zmínka pochází z roku 1193, kdy byla ves Dětlebem z Potvorova darována plaskému cisterciáckému klášteru. Ves ležela v blízkosti staré zemské stezky, která v těchto místech probíhala močálovitým územím a proto zde byla kladena hať, která dala vsi jméno.
Za opata Jakuba I. byla roku 1346 ves vysazena právem zákupním. Za husitských válek bylo několik statků spáleno, obnova probíhala pomalu, takže ještě v roce 1544 se píše o dvou pustých dvorech. Roku 1558 bylo ve vsi 10 osedlých.
Ve finanční nouzi klášter roku 1577 prodává Černou Hať Mikuláši Kozelkovi ze Hřivic, který následně ve vsi postavil tvrz s poplužním dvorem. V roce 1584 prodal Mikulášův syn Petr ves s tvrzí, dvorem a sousedním Strážištěm Havlovi Hrobčickému na Kolešovicích za 4 440 kop grošů míšeňských. Syn Hrobčického připojil ves k Všesulovu.
Ačkoliv Havlův vnuk Ladislav Rudolf Hrobčický nebyl v době stavovského povstání ještě plnoletý, domáhal se přesto opat Jiří Vašmucius po bitvě na Bílé hoře navrácení Černé Hatě klášteru. Ferdinand II. nařídil vrácení klášteru, ale než se tak stalo, vpadli do Čech Sasové. Následující opat kláštera Jakub Vrchota z Rosenwertu spor o navrácení neobnovil a Černá Hať zůstala Hrobčickým. Za třicetileté války bylo ve vsi sedm statků spáleno.
Manželka Ladislava Rudolfa Hrobčického odkázala roku 1667 ves svému strýci Václavu Karlovi z Hozlau, ale ten příliš zadlužené dědictví prodal roku 1672 spolu se Strážištěm a vsí Brdo Karlovi Maxmilianovi Lažanskému za 10 000 zlatých. Karel Maxmilián Lažanský připojil ves k manětínskému panství, na místě zaniklé tvrzi byl Lažanskými vystaven velký hospodářský dvůr.
V matrikách fary v Křečově je minimálně od roku 1750 k původnímu názvu Černá Hať připojováno slovo Velká pro odlišení od osady poblíž Střely.
Ve Velké Černé Hati se nachází především velkokapacitní chov prasat a betonárka.

## Okolí
Velká Černá Hať sousedí na severu s Kalcem, na východě s Chrášťovicemi, na jihu se Strážištěm a na západě s Černou Hatí. Osada leží na východní hranici přírodního parku Horní Střela s kaňonovitým údolím řeky Střely. Na Chrášťovickém potoce a jeho drobných pravostranných přítocích je v okolí dvora několik menších rybníků.